# Spilosmylus annulatus
Spilosmylus annulatus is een insect uit de familie watergaasvliegen (Osmylidae), die tot de orde netvleugeligen (Neuroptera) behoort. 
Spilosmylus annulatus is voor het eerst wetenschappelijk beschreven door Navás in 1923. De soort komt voor in Congo-Kinshasa.